# Tapinanthus cordifolius
Tapinanthus cordifolius är en tvåhjärtbladig växtart som beskrevs av R.M. Polhill & D. Wiens. Tapinanthus cordifolius ingår i släktet Tapinanthus och familjen Loranthaceae. Inga underarter finns listade i Catalogue of Life.